# Israel Schwierz
Israel Schwierz (geb. 1943) ist ein deutscher Autor und Hauptschulrektor im Ruhestand. Er war bis 2006 Religionslehrer (Lay Leader) einer US-amerikanischen jüdischen Militärgemeinde in Würzburg und Publizist. Schwierz lebt in Würzburg.
Schwierz widmet sich der Geschichte des jüdischen Lebens insbesondere gefallener Soldaten des Ersten Weltkrieges und der Aufarbeitung der Shoa. So schreibt er u. a. Rezensionen und Kommentare der Jüdische Allgemeine. Darüber hatte er zahlreiche Dokumentationen veröffentlicht. Seinen Bildbestand hatte Schwierz dem Bayerischen Hauptstaatsarchiv übergeben.
Israel Schwierz wurde der Verdienstorden des Freistaats Thüringen am 2. November 2010 verliehen.

## Werke (Auswahl)
- Israel Schwierz: "Für das Vaterland starben ..." : Denkmale und Gedenktafeln bayerisch-jüdischer Soldaten ; Dokumentation, Krem-Bardischewski, Aschaffenburg/Main 1998.  ISBN 978-3-929167-18-4
- Ders.: Für das Vaterland starben : Denkmäler und Gedenktafeln für jüdische Soldaten in Thüringen ; Dokumentation,  Krem-Bardischewski, Aschaffenburg/Main 1996. ISBN 978-3-929167-13-9
- Ders: Steinerne Zeugnisse jüdischen Lebens in Bayern : eine Dokumentation, hrsg. von Bayerische Landeszentrale für Politische Bildungsarbeit, Bayerische Verlagsanstalt, 2. Aufl., Bamberg 1992 (Erstauflage 1988), ISBN 978-3-87052-398-5
- Ders: Zeugnisse jüdischer Vergangenheit in Unterfranken, Text und Bilder von Israel Schwierz, hrsg. von Rudolf Sussmann, Bayerische Verlagsanstalt, Bamberg 1983.